# Храм Смоленской иконы Божией Матери «Одигитрия» (Чернево)
Храм Смоленской иконы Божией Матери «Одигитрия» (Одигитриевский храм) — православный храм в деревне Чернево городского округа Зарайск Московской области. Входит в состав Зарайского благочиния Коломенской епархии Русской православной церкви.

## История
В XVI веке в селе Чернево существовала деревянная церковь во имя Архангела Михаила, которая пострадала во время пожара. В 1875 году на средства крестьянина И. П. Корякина был построен ныне существующий каменный храм, освящённый в честь Смоленской иконы Божией Матери, именуемой «Одигитрия». В память о прежней церкви в новом храме был устроен Архангельский придел, а также придел Апостола Матфея. Кирпичная церковь с трёхъярусной колокольней построена в стиле классицизма, с использованием элементов византийского стиля, её архитектор неизвестен.
Переживший Октябрьскую революцию, храм был закрыт и осквернён в 1930-е годы, во время гонений на церковь. В здании располагался клуб, затем склад. Впоследствии церковь была заброшена и со временем пришла в разрушенное состояние, сохранились только нижний ярус трапезной части и колокольни, несколько колонн, каменные плиты пола и фрагменты росписей. После распада СССР, в 1999 году была создана новая церковная община, прихожане которой ходатайствовали о восстановлении храма в благотворительный фонд Московской епархии по восстановлению порушенных святынь, и их просьба была удовлетворена. Только в 2017 году начались восстановительные работы, которые завершились в 2018 году.
2 июня 2018 года благочинный Зарайского церковного округа протоиерей Петр Спиридонов совершил чин освящения креста и купола. 23 сентября этого же года митрополит Крутицкий и Коломенский Ювеналий (Поярков) совершил Великое освящение храма в честь Смоленской иконы Божией Матери деревни Чернево и возглавил первую после многолетнего бездействия храма Божественную литургию.
Придел в восстановленной церкви освящён во имя Михаила Архангела. Настоятель храма — протоиерей Петр Спиридонов.